# Maggie Rizer
Maggie Rizer (Margaret Mary Rizer, 9 de Janeiro de 1978, Staten Island, Nova Iorque) é uma modelo, atriz e ativista norte-americana. 

## Carreira
Maggie Rizer, recusou no início convites para modelo para prosseguir os seus estudos na universidade, mas acabou por aceitar e fez campanhas para Calvin Klein, Max Mara e Versace. Desfilou também para a Victoria's Secret e foi fotografada por Steven Meisel para várias sessões publicitárias.
Os seus designers favoritos são Miuccia Prada, Gucci, Michael Kors, Marc Jacobs e Anna Sui. Os fotógrafos que prefere são Steven Meisel, Patrick Demarchelier, Irving Penn, Inez van Lamsweerde e Chadwick Tyler.
Rizer é representada pela agência de modelos "Trump".

## Vida pessoal
Rizer tinha 14 anos quando o seu pai, Kevin O'Dea Rizer morreu de SIDA e desde então, tem sido uma ativista desta causa e participado em campanhas de recolha de fundos. 